# سیارک ۲۹۴۲۷
سیارک ۲۹۴۲۷ (به انگلیسی: 29427 Oswaldthomas، نامگذاری:1997EJ11) بیست و نه هزار و چهارصد و بیست و هفتمین سیارک کشف شده‌است که در ۷ مارس ۱۹۹۷ کشف شد.